# Station Brandérion
Station Brandérion is een spoorweghalte in de Franse gemeente Brandérion. Zij wordt bediend door treinen van het netwerk TER Bretagne op het traject Lorient - Vannes.